# Distretto di Wang Nam Yen
Il distretto di Wang Nam Yen (in thailandese: วังน้ำเย็น) è un distretto (amphoe) della Thailandia, situato nella provincia di Sa Kaeo.